# Parlement provincial (royaume de Prusse)

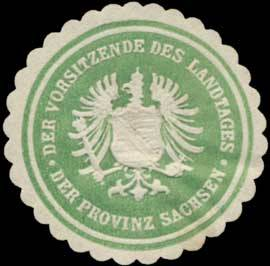
Marque de sceau du président du parlement de la province de Saxe

Les parlements provinciaux sont les parlements des provinces de Prusse.

## Parlement provincial (États provinciaux) dans l'État prussien
Les premiers parlements provinciaux prussiens sont créés en tant qu'organes représentatifs provinciaux sur une base successorale sous le nom de États provinciaux, par la loi générale du 5 juin 1823 sur l'organisation des parlements provinciaux et par les lois ultérieures concernant les huit provinces, et mises en place entre 1824 et 1827. Le royaume de Prusse ne dispose pas à l'époque d'une représentation nationale des états ou du peuple, de sorte que les États provinciaux représentent tout d'abord les institutions parlementaires du niveau le plus élevé. Les conseils provinciaux ont en grande partie une fonction consultative ; lorsqu'ils peuvent prendre des décisions sur les affaires de la province, ils sont soumis à la surveillance royale. Ils n'ont pas le droit de légiférer ou de voter des impôts.
Le droit de représentation n'est accordé qu'aux propriétaires fonciers qui, selon le type et la taille de leur propriété, appartiennent aux ordres de la chevalerie (propriétaires d'un domaine féodal éligible au parlement), des villes ou des propriétaires fonciers ruraux. À cela s'ajoutent, dans certaines provinces, les seigneurs, anciens États impériaux, qui possèdent des voix viriles.
Les États provinciaux doivent donner leur avis aux gouvernements sur les lois relatives aux droits des personnes et de la propriété ainsi qu'aux impôts. Ils ne disposent de pouvoirs législatifs que pour les questions communales provinciales. Dominés par la noblesse, les États provinciaux deviennent un élément de représentation essentiellement conservateur au sein de l'État et des organes du particularisme provincial.
Ce n'est que dans les États provinciaux rhénans, westphaliens, prussiens et silésiens qu'une opposition libérale modérée se développe dans les années 1840. À la demande du parlement provincial de Prusse en 1840 pour créer la représentation d'État promise, des comités corporatifs sont introduits, qui se réunissent entre les sessions. En outre, ils débattent de questions au niveau de l'État en tant que comités mixtes. En 1847, Frédéric-Guillaume IV convoque pour la première fois tous les États provinciaux prussiens en tant que parlement d'État uni, afin de contourner l'introduction d'une représentation populaire exigée par l'opposition antiféodale.
Abolis au cours de la révolution de 1848, les États provinciaux sont réactivés à l'ère réactionnaire post-révolutionnaire par le décret du 18 mai 1851. Ce n'est que par le règlement provincial prussien de 1875 qu'ils sont abrogés sous leur forme actuelle.
Après la guerre austro-prussienne de 1866, le parlement provincial du Schleswig-Holstein se constitue le 11 octobre 1868 dans la province du Schleswig-Holstein.

## Hesse-Nassau, Hohenzollern et Poméranie
Alors qu'un parlement provincial est formé pour chacune des autres provinces, des réglementations différentes s'appliquent aux provinces de Hesse-Nassau, de Poméranie et des États de Hohenzollern. En Poméranie, des parlements communaux existent pour la Nouvelle-Poméranie-Antérieure et Rügen (de) ainsi que pour l'Ancienne-Poméranie-Antérieure et la Poméranie ultérieure (de) jusqu'en 1881, date à laquelle leurs responsabilités passent au parlement provincial de Poméranie.
Après l'annexion de la Ville libre de Francfort, de l'électorat de Hesse et du duché de Nassau, un parlement communal est formé pour chacun des trois territoires. Le peuple est représenté dans la province de Hesse-Nassau au niveau des districts de Wiesbaden (parlement communal de Nassau) et Cassel (parlement communal de l'électorat de Hesse). Jusqu'à la réforme administrative de 1885/86, qui conduit à l'incorporation de Francfort et de ses communes dans le district de Wiesbaden, il y a aussi l'Association des communes de Francfort. La réforme combine les arrondissements des districts en une association communale supérieure, l'association de district de Cassel et l'association de district de Wiesbaden, qui remplit les tâches normalement assumées par une association provinciale.
Dans les États de Hohenzollern qui ont déjà été rattachées en 1850, la représentation populaire existe à partir de 1875 au parlement communal pour l'Association des communes des États de Hohenzollern (de) fondé en 1873.

## Parlements provinciaux basés sur le Code provincial de 1875
Les parlements provinciaux sont formés en Prusse sur la base de l'ordre provincial de 29 juin 1875. Les membres sont élus par les magistrats et les conseils des arrondissements et des villes de la province pour six ans. Le parlement provincial doit être convoquée par le Roi tous les deux ans.
Les parlements provinciaux sont considérablement renforcés. Ils sont désormais des organismes autonomes avec leurs propres finances et leurs propres domaines de responsabilité (bureaux d'État, aide sociale, amélioration, promotion de la science et de l'art, logement et établissements). De plus, le fait que les parlements provinciaux se réunissent en public contribue à accroître leur impact.
Le Parlement provincial élit le Comité provincial parmi ses membres.
Étant donné que l'État de Prusse à lui seul comprend déjà bien plus de la moitié des habitants de l'Empire allemand, le parlement prussien, en tant que parlement de l'État, représente le peuple pour un grand nombre de citoyens. Parce que les provinces respectives de l'État de Prusse sont plus grandes en superficie et en population que la plupart des autres États allemands, leurs propres parlements provinciaux - plus que le parlement prussien lui-même - la représentation du peuple. Ils peuvent donc être comparés plus facilement aux parlements des États d'autres pays.
Dans le duché de Saxe-Lauenbourg, qui n'est rattaché qu'au 1er juillet 1876 (intégré à la Prusse en tant qu'arrondissement du duché de Lauenbourg) la représentation du peuple est assuré par le parlement communal de l'Association des communes de l'État de Lauenbourg (de) fondée en 1872. Le domaine et les tâches de l'association des communes de l'État existent jusqu'en 1945.

## Parlements provinciaux de la République de Weimar

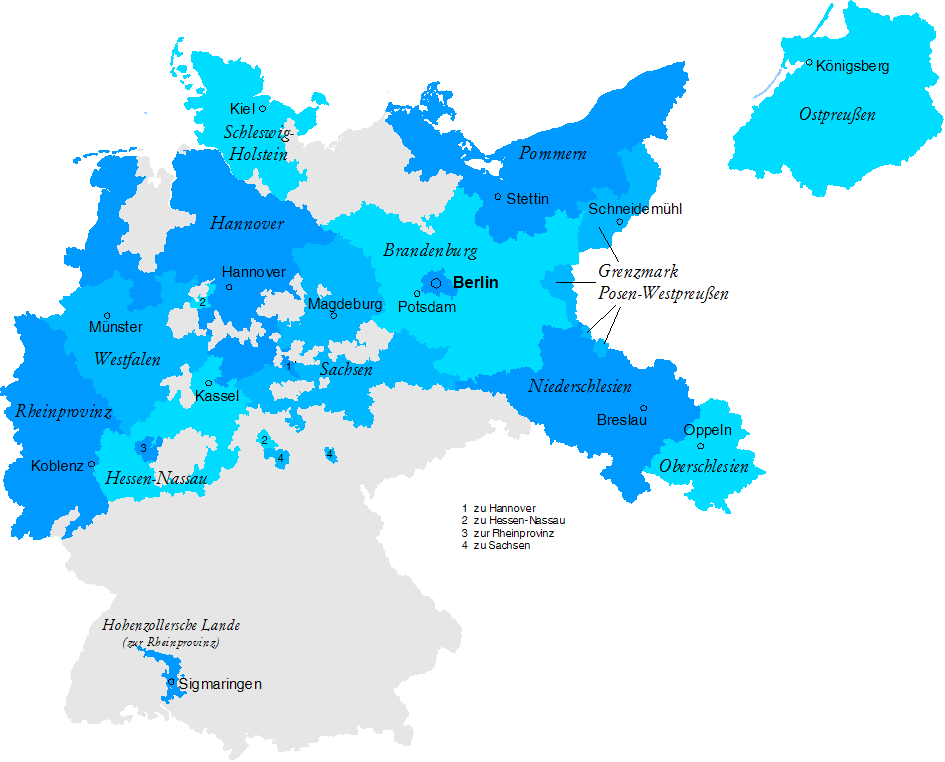
Les douze provinces prussiennes, 1922-1938

Les parlements provinciaux de l'État libre de Prusse (Berlin : Assemblée de la ville ; Posnanie-Prusse-Occidentale et Hohenzollern : Parlement communal) sont les parlements des provinces. La base juridique est les dispositions de la section VIII de la Constitution de l'État libre de Prusse du 30 novembre 1920.
Ils sont élus pour quatre ans. Leur nombre de membres dépend de la population de la province. Les parlements provinciaux élisant le gouverneur provincial (à Berlin : maire ; à Brandebourg : directeur provincial) et forment parmi eux le comité provincial.
13 des 26 (parfois 27) représentants de la Prusse sont envoyés au Reichsrat à partir des rangs des parlements provinciaux. Les représentants des parlements provinciaux forment le Conseil d'État prussien (section IV de la constitution de l'État libre de Prusse du 30 novembre 1920).
Un nouvel ajout est le Parlement provincial de Posnanie-Prusse-Occidentale (de) en 1922. En 1926, des élections directes au parlement provincial du Schleswig-Holstein ont lieu pour la première fois à Lauenbourg (par la suite pour les élections provinciales du 29 novembre 1925), de sorte que depuis lors, les Lauenbourgeois envoient des représentants directement élus aux parlements communal de Lauenbourg et provincial de Schleswig-Holstein.

## Successeur légal en République fédérale
Alors que dans la plupart des anciens États prussiens, les institutions d'autonomie provinciale disparaissent avec la dissolution des provinces, des institutions successeurs existent ou ont existé dans certains États fédéraux. En Rhénanie-du-Nord-Westphalie, par exemple, les associations régionales de Rhénanie (de) et de Westphalie-Lippe (de) sont directement liées aux institutions antérieures en termes de structure et de tâches. L'association de district de Wiesbaden existe jusqu'en 1953, l'Association des communes des États de Hohenzollern (de) jusqu'en 1973.